# Paulo Lins
Pour les articles homonymes, voir Lins (homonymie).
Paulo Lins (né le 11 juin 1958  à Rio de Janeiro) est un écrivain brésilien. Il est également scénariste.
Il est notamment connu pour son roman La Cité de Dieu (1997), qui a été adapté dans le film du même nom en 2002.

## Biographie
Paulo Lins grandit dans la favela carioca « Cidade de Deus ».
Il est licencié ès Lettres.

## Œuvres
- 1986 : Sobre o Sol
- 1997 : La Cité de Dieu[1]
- 2012 : Desde que o Samba é Samba